# Alice Coachman
Alice Coachman (n. 9 noiembrie 1923, Albany⁠(d), Georgia, SUA – d. 14 iulie 2014, Albany⁠(d), Georgia, SUA) a fost o atletă americană, medaliată olimpică. A participat la o ediție a Jocurilor Olimpice (1948) în care a câștigat medalia de aur în proba de săritura în înălțime.

## Palmares
| An   | Competiție        | Locație                | Loc | Note |
| ---- | ----------------- | ---------------------- | --- | ---- |
| 1948 | Jocurile Olimpice | Londra, Marea Britanie | 1   | 1,68 |